# Powieść łotrzykowska

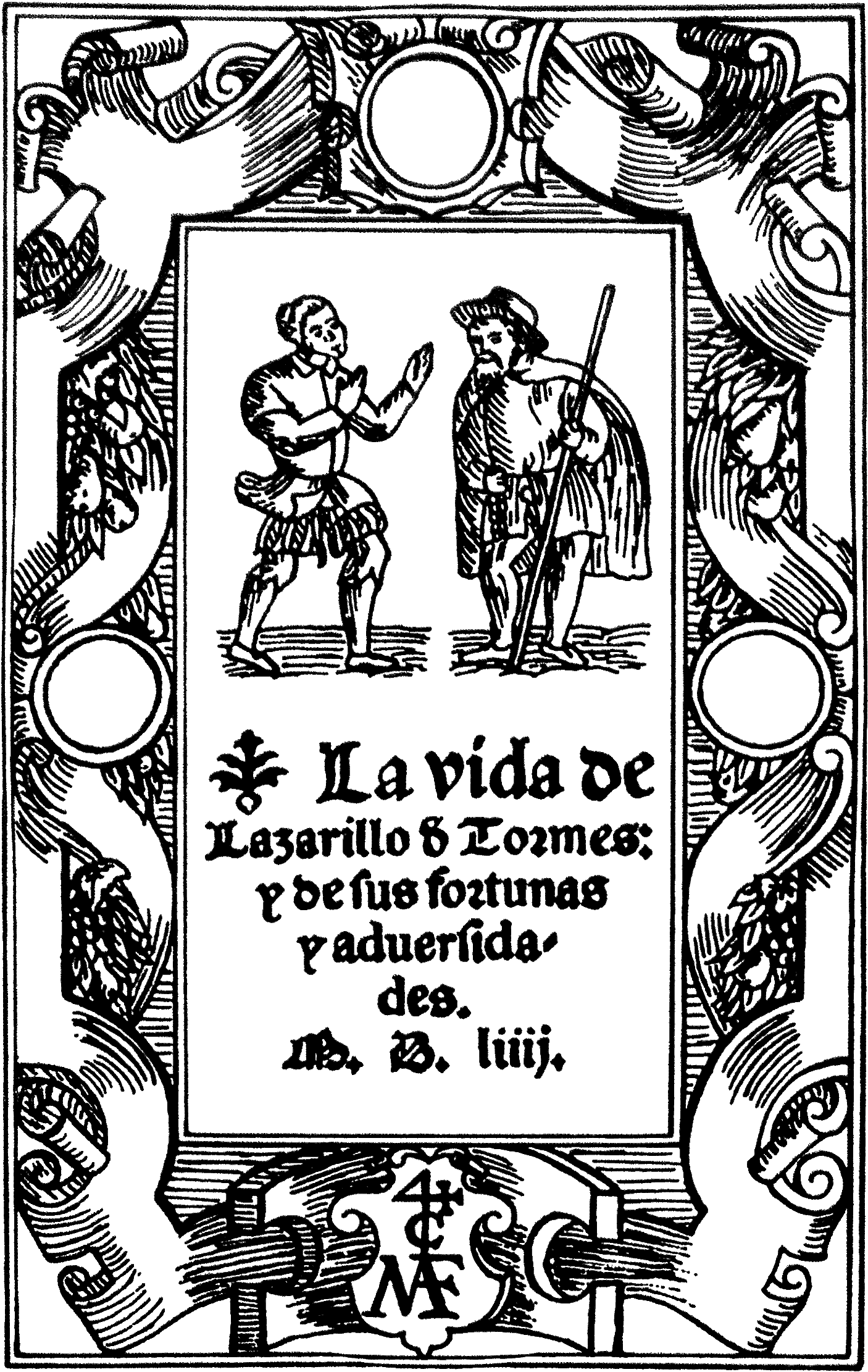
Opowiadanie Łazik z Tormesu z 1554 zapoczątkowało gatunek powieści łotrzykowskiej

Powieść łotrzykowska, powieść pikarejska, szelmowska (hiszp. novela picaresca) – romans awanturniczy przedstawiający losy przebiegłego i pomysłowego włóczęgi-oszusta, ukazujący zarazem satyryczny obraz epoki.
Za pierwowzór powieści łotrzykowskiej uważa się anonimową hiszpańską powieść pt. Łazik z Tormesu.

## Cechy gatunku

### Nazwa gatunku
Właściwą nazwą gatunku jest „romans pikarejski”, „romans łotrzykowski”. Termin „powieść”, przetłumaczony z hiszpańskiego novela, powinien być tłumaczony jako „romans”. Romans, jako poprzednik powieści, zawierał część jej cech, jak na przykład jednowątkowa fabuła lub nieprawdopodobne zdarzenia.

### Typ bohatera
Jak wskazuje sama nazwa gatunku, główny bohater romansu łotrzykowskiego jest łotrzykiem, czyli hultajem, żebrakiem, rzezimieszkiem, złoczyńcą, drobnym przestępcą. Tę pierwszoplanową rolę otrzymuje on dopiero w literaturze hiszpańskiej, ponieważ wcześniej i w literaturach innych krajów osoby z marginesu społecznego były postaciami epizodycznymi i pojawiały się w dziełach drugiej kategorii, a dopiero w Hiszpanii Złotego Wieku pícaro otrzymał własny gatunek literacki, należący do piśmiennictwa narodowego.
Bohater romansu łotrzykowskiego reprezentował najczęściej niziny społeczne lub mieszczaństwo, ale byli też tacy, którzy pochodzili z rodzin lepiej sytuowanych i buntując się przeciw normom społecznym obowiązującym w ówczesnej Hiszpanii, uciekali się do życia pikarejskiego. Cechą charakterystyczną tego typu bohatera jest to, że zazwyczaj z własnej woli wchodzi on w kontakt ze światem przestępczym, jednak czasem wpływ na to ma też jego pochodzenie oraz zajęcia i ludzie, których łotrzyk spotyka podczas swoich wędrówek. W innej sytuacji był wspomniany Łazik, który był zmuszony do takiego życia, jednak jego historia była pierwowzorem romansu łotrzykowskiego, dlatego niektóre cechy gatunku nie są w niej zawarte.

### Narracja
W romansie łotrzykowskim występuje narracja pierwszoosobowa. Można odnieść wrażenie, że to jednocześnie autobiografia, jednak w żadnym hiszpańskim dziele należącym do tego gatunku bohater nie podkreśla, że opisywane przez niego wydarzenia miały miejsce naprawdę. Wyjątek stanowi Żywot Estebanillo Gonzaleza, gdzie już we wstępie Estebanillo informuje, że jego historia jest prawdziwa. Według innych badaczy, romans łotrzykowski ma formę spowiedzi: „Łazik jest lakoniczną spowiedzią lub raczej zeznaniem, którego dramaturgię potęguje niejasna sytuacja Łazarza-narratora”.

### Wątki i nurty literackie
Chociaż romans łotrzykowski jest gatunkiem mającym swoje źródła w XVI, a rozwijającym się najprężniej w XVII wieku, pojawiają się w nim elementy typowe dla późniejszych nurtów literackich. Realizm czy naturalizm są obecne w literaturze od XIX wieku, jednak w opowieściach o Łaziku czy Guzmanie de Alfarache nietrudno odnaleźć takie cechy jak subiektywność bohatera, potoczny język (naturalizm) czy szczegółowy świat przedstawiony i bohater osadzony w realiach historycznych (realizm). W Łaziku z Tormesu ważną rolę odgrywa również erazmianizm.
Główne wątki i motywy literackie, którymi posługiwali się autorzy romansów pikarejskich, to głód, wędrówka oraz determinizm, czyli bezradność bohatera w walce z własnym losem.

### Polemika z romansem rycerskim
Jednym z celów, jakie miał spełniać romans pikarejski, było stworzenie alternatywy dla bardzo popularnych już od średniowiecza romansów rycerskich. Te dwa gatunki bardzo się od siebie różnią i znajdujemy w nich opozycje takie jak: dzielny rycerz-biedny włóczęga, walczący o honor-złodziej i rzezimieszek, pojedynki o damę serca-potyczki z przestępcami, wzniosłe przygody-walka o lepsze życie. Romans łotrzykowski był satyrą na patetyczne historie rycerzy. Pokazywał życie nizin społecznych, tak inne od dworskiego lub tego co mieszczanie oglądali w teatrach.

### Elementy satyryczne
Drugim zadaniem romansu pikarejskiego było ośmieszenie zwyczajów i norm obowiązujących w ówczesnym świecie. Cechę tę łatwo zauważamy już w Łaziku z Tormesu, gdzie autor niedosłownie krytykuje kler i wyższe sfery, za co potem dzieło zostało wpisane do Indeksu ksiąg zakazanych. W opowieściach o łotrzykach pojawiają się również elementy komizmu, ironii oraz groteski.

## Przykładowe powieści łotrzykowskie

### Wiek XVI
- Benvenuto Cellini: Benvenuta Celliniego żywot własny spisany przez niego samego[6] (1558-1592)

### Hiszpania – wiek XVII
- Mateo Alemán: Guzmán de Alfarache (1599-1604)
- Francisco López de Úbeda, Libro de entretenimiento de la pícara Justina (1605).
- Vicente Espinel: Żywot giermka Marcosa de Obregón (1618)
- Francisco de Quevedo y Villegas: Żywot młodzika niepoczciwego (1626)

### Wiek XVIII
- Alain-René Lesage: Przypadki Idziego Blasa (1715-1735)
- Daniel Defoe: Moll Flanders (1722)
- Henry Fielding: Historia życia Toma Jonesa, czyli dzieje podrzutka (1749)

### Wiek XX – inspiracje pikarejskie
- Jaroslav Hašek Przygody dobrego wojaka Szwejka (1920/23)
- Louis-Ferdinand Céline Podróż do kresu nocy (1932)
- John Steinbeck Tortilla Flat (1935)
- Giovanni Guareschi Don Camillo i Peppone (1948)
- Thomas Mann Wyznania hochsztaplera Feliksa Krulla (1954)
- Alan Sillitoe Z soboty na niedzielę (1958)
- Günter Grass Blaszany bębenek (1959)
- Richard Fariña Been Down So Long It Looks Like up to Me (1966)
- Scott Lynch Kłamstwa Locke'a Lamory (2006)

Elementy powieści łotrzykowskiej pojawiają się także u takich autorów jak Cervantes (galernik de Pasamonte w Don Kichote z Manczy), jak i później, w wielu powieściach XX-wiecznych, na przykład w Colas Breugnon Romaina Rollanda, Ameryce Franza Kafki. Również trylogia husycka autorstwa Andrzeja Sapkowskiego zawiera wątki łotrzykowskie.